# کینگ کانتی (کرجی)
کینگ کانتی (کرجی) (به انگلیسی: Kings County (barque)) یک کشتی بود که طول آن 255 ft. بود. این کشتی در سال ۱۸۹۰ ساخته شد.